# Baltika (Schiff)
Die Baltika (russisch Балтика) war ein sowjetisches Kreuzfahrtschiff der Ostseereederei und wurde 1940 als Linienschiff Vyachestav Molotov (russisch Вячеслав Молотов – benannt nach Wjatscheslaw Michailowitsch Molotow) auf der Werft N. V. Nederlandsche Dok & Scheepsbouw Maats. in Amsterdam (Niederlande) für die Baltische Staatliche Seereederei in Leningrad (Sowjetunion) gebaut. Es gehört zur Iosif-Stalin-Klasse, die nach dem Typenschiff Iosif Stalin benannt wurde.

## Beschreibung
Das siebendeckige Linienschiff unter Baunummer 276 wurde 1940 in den Niederlanden für die Sowjetunion für die Linie Leningrad – Helsingfors – Stockholm – London gebaut. Es gehört zu einer 1938 bis 1940 hergestellten Baureihe von zwei Schiffen der Iosif Stalin-Klasse, die laut dem Plan für den Linienverkehr im sowjetischen Fernen Osten bestellt, wegen des Ausbruchs des Zweiten Weltkrieges jedoch nach Leningrad geliefert wurden. Kurze Zeit nach der Anlieferung bekam Vyachestav Molotov als Transportschiff die Bezeichnung VT-509, (ВТ-509, военный транспорт № 509). Am 11. August 1941, bei der sowjetischen Evakuierung von Tallinn, wurde die VT-509 auf dem Wege von Tallinn nach Kronstadt von einer Mine teilweise beschädigt, konnte aber ihren Weg fortsetzen. Während der Leningrader Blockade diente das Schiff als Lazarettschiff, Kraftwerk, Wäscherei für die Stadt und Truppen sowie als Werkstatt und Produktionshalle zur Fertigung von Raketen für die Stalinorgel.
Nach dem Krieg wurde das Schiff repariert, konnte wegen zahlreicher Mängel aber nicht auf der geplanten Strecke Leningrad – Liverpool – New York eingesetzt werden. Die nachfolgenden Reparaturen der Vyachestav Molotov in Liverpool und Amsterdam führten dazu, dass das Schiff zum Schwarzen Meer versetzt wurde, wo es bis 1950 betrieben wurde, und danach bis 1955 im Fernen Osten, wie es am Anfang noch vor dem Bau geplant war. 1955 kehrte Vyachestav Molotov zum Schwarzen Meer zurück, und nachdem Wjatscheslaw Molotow seine Führungsämter verloren hatte, wurde Vyachestav Molotov in Baltika umbenannt.

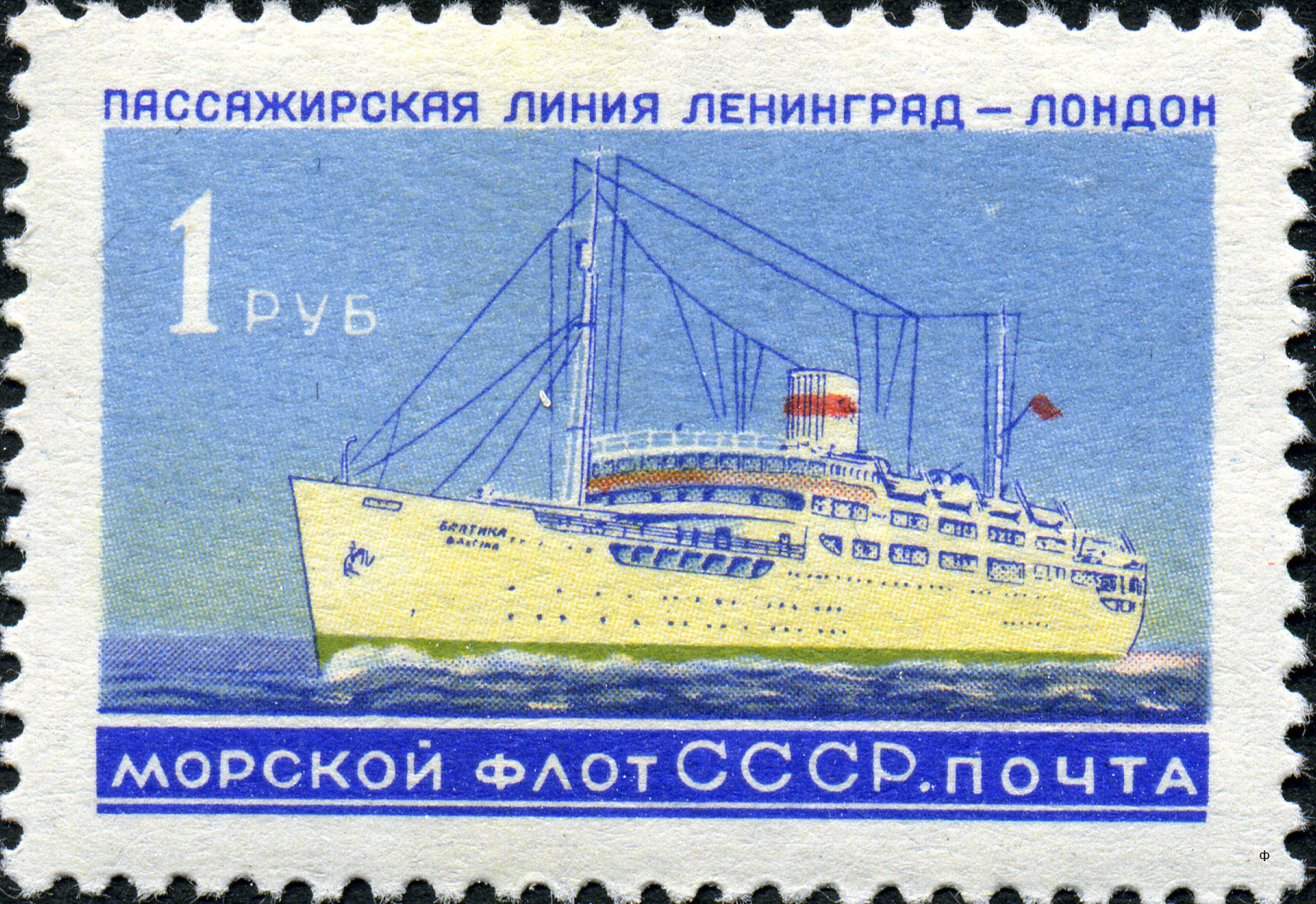
Die Baltika auf einer Briefmarke

1960 brachte die Baltika den sowjetischen Staats- und Parteichef Nikita Sergejewitsch Chruschtschow und Todor Schiwkow (Bulgarien), János Kádár (Ungarn) und Gheorghe Gheorghiu-Dej (Rumänien) aus dem sowjetischen Militärhafen Pillau (Baltijsk) nach New York, wo Chruschtschow seine weltweit bekannte Rede halten würde. Während der Kubakrise wurden die sowjetischen Fahrgastschiffe unter ziviler UdSSR-Flagge streng geheim als Transportschiffe eingesetzt. Während die kleinere Estoniya das ganze Mot.-Schützen-Regiment von Dmitri Jasow nach Kuba brachte, beförderte die Baltika einen Teil der 51. Raketendivision ohne R-12-Raketen (dafür war die Omsk zuständig). In den nachfolgenden Jahren wurde die Baltika mehrmals im Westen modernisiert und als Kreuzfahrtschiff von der Ostseereederei in Leningrad betrieben.
1980 diente die Baltika als Hotelschiff in Tallinn während der olympischen Segelwettbewerbe 1980. Am 28. März 1987 erreichte die Baltika die Abwrackwerften bei Gadani in Pakistan, wo sie verschrottet wurde.

## Ausstattung
An Bord war das durch seine russischen Speisen bekannte Restaurant Penguin.